# Cyclopia meyeriana
Cyclopia meyeriana là một loài thực vật có hoa trong họ Đậu. Loài này được Walp. miêu tả khoa học đầu tiên.

## Hình ảnh

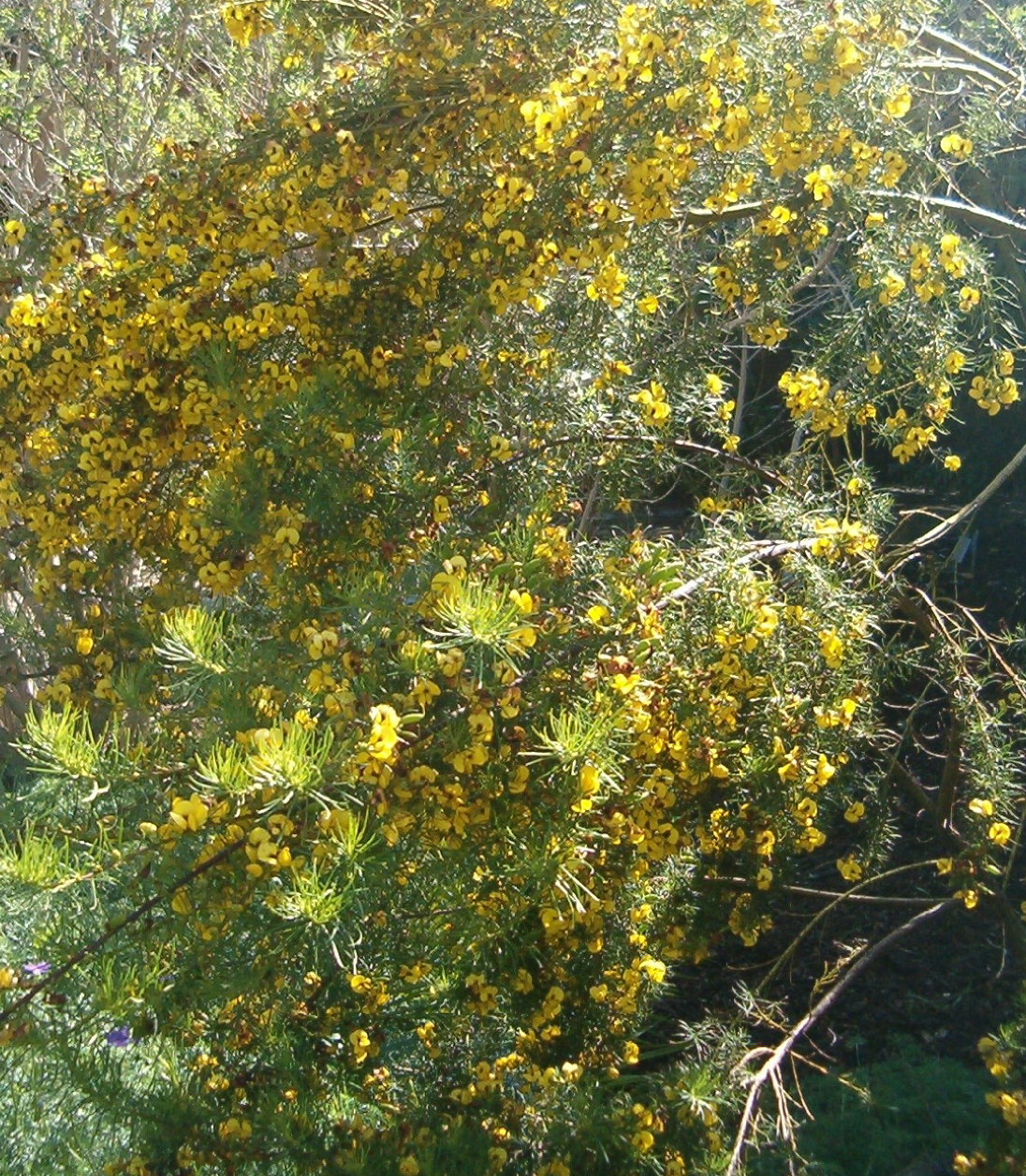
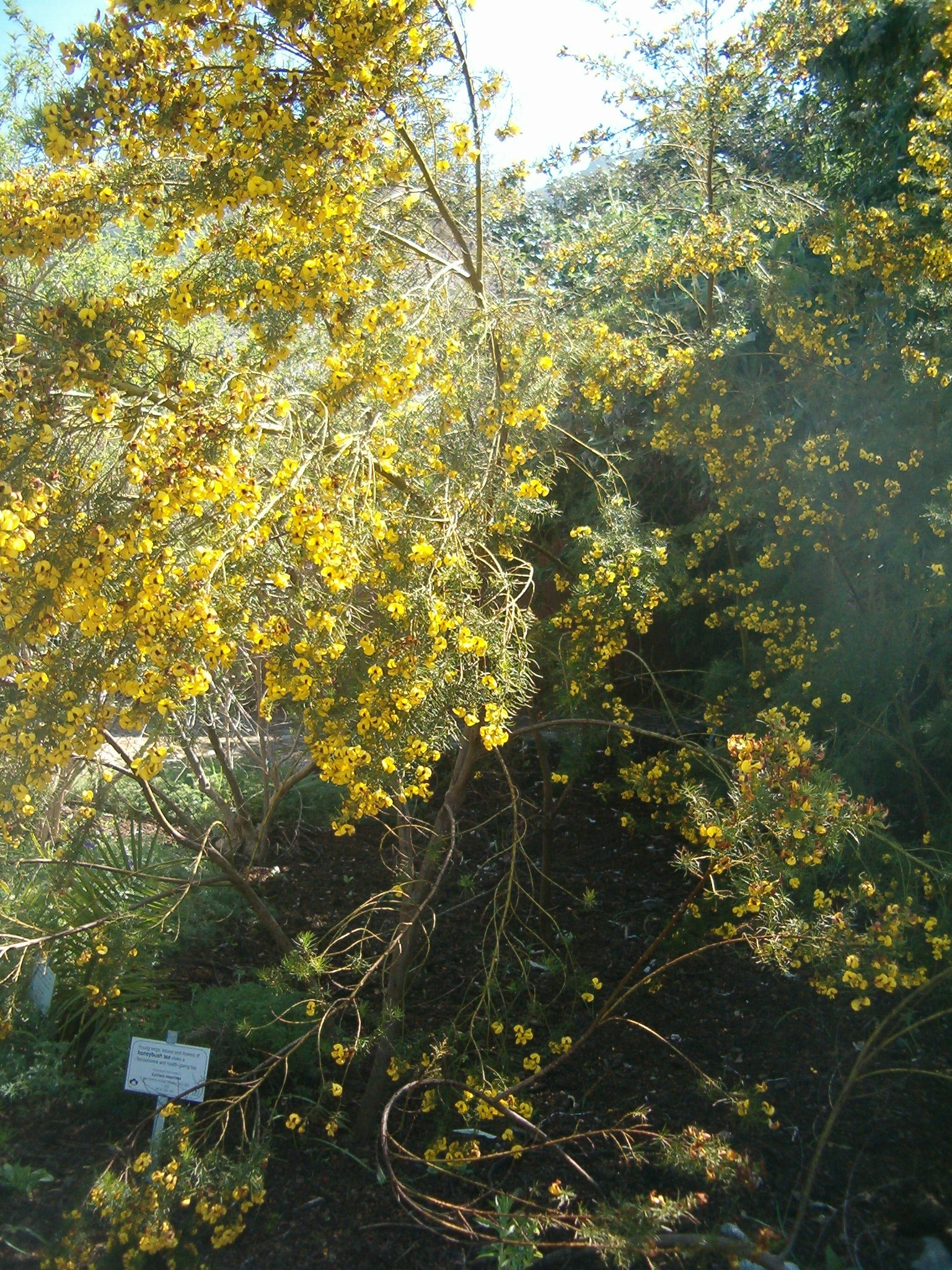
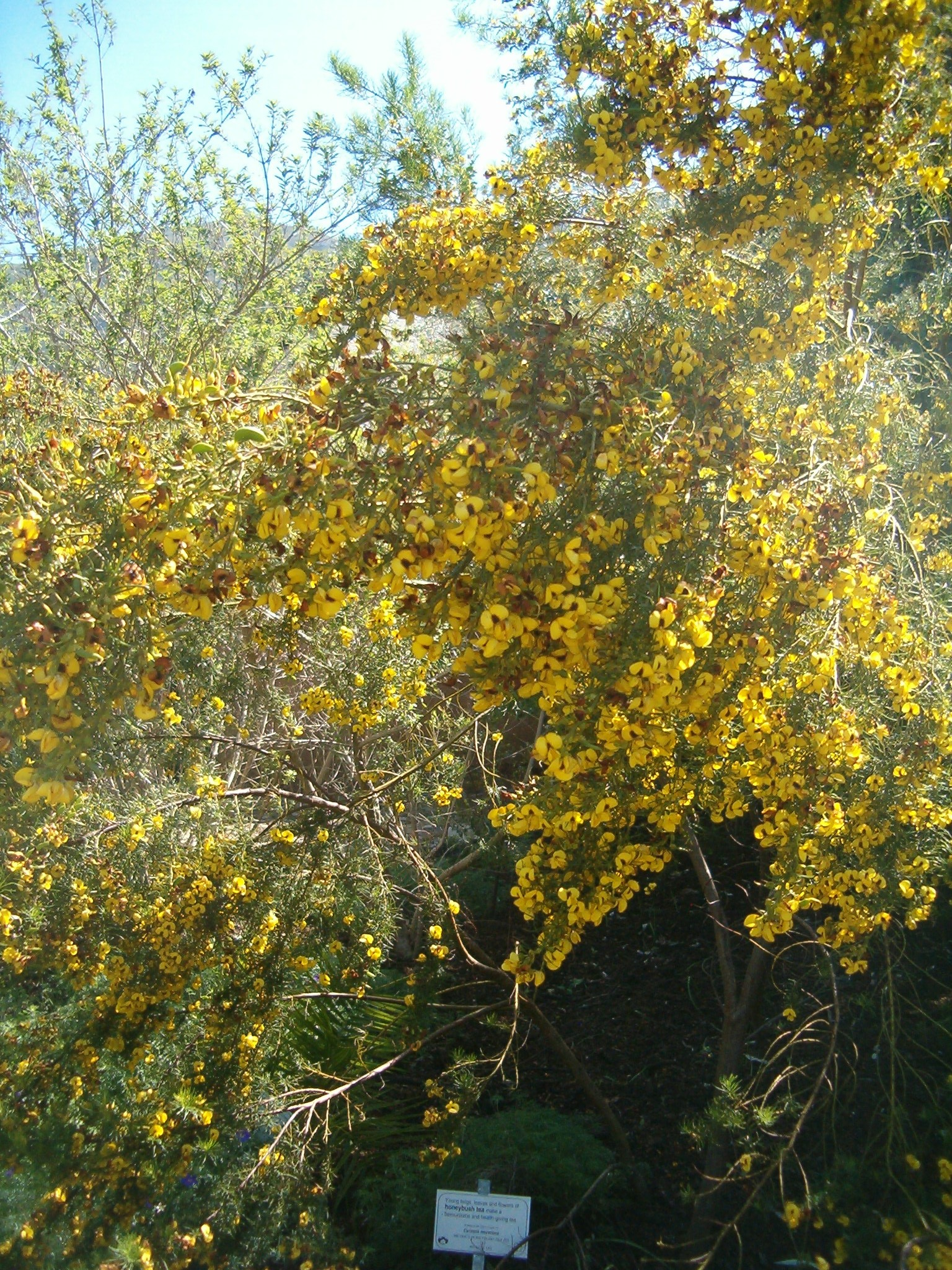